# 傅本智
傅本智，江西金溪人，明朝政治人物。
举人出身。万历十四年，任福建永安县知县，后因丁忧离去，由王廷绣接任。